# Cumby
Cumby é uma cidade localizada no estado norte-americano do Texas, no Condado de Hopkins.

## Demografia
Segundo o censo norte-americano de 2000, a sua população era de 616 habitantes.
Em 2006, foi estimada uma população de 666, um aumento de 50 (8.1%).

## Geografia
De acordo com o United States Census Bureau tem uma área de
2,3 km², dos quais 2,3 km² cobertos por terra e 0,0 km² cobertos por água. Cumby localiza-se a aproximadamente 161 m acima do nível do mar.

## Localidades na vizinhança
O diagrama seguinte representa as localidades num raio de 24 km ao redor de Cumby.